# Amara apachensis
Amara apachensis är en skalbaggsart som beskrevs av Thomas Casey. Amara apachensis ingår i släktet Amara och familjen jordlöpare. Inga underarter finns listade i Catalogue of Life.